# Deutscher Schwimmsport-Verband

Logo des DSSV Ende der 1980er-Jahre

Der Deutsche Schwimmsport-Verband (kurz: DSSV) war ein Fachsportverband für Schwimmen, Wasserball, Wasserspringen und Synchronschwimmen in der Deutschen Demokratischen Republik. Am 3./4. Mai 1958 wurde er in Zeitz gegründet und im Rahmen der deutschen Wiedervereinigung am 30. November 1990 aufgelöst. 1984 waren 82.035 Personen Mitglied im DSSV.

## Vorgänger
Am 1. Oktober 1948 wurde der Deutsche Sportausschuss (DS) in der Sowjetischen Besatzungszone gegründet, dessen Sparte Schwimmen ab 1949 bzw. Sektion Schwimmen ab Mai 1951 die sportfachliche Zuständigkeit oblag und in die FINA aufgenommen wurde.
Der Deutsche Sportausschuss wurde im März 1952 als selbstständige Massenorganisation ernannt, jedoch bereits im Juli 1952 wurde ihm die Stellung als höchste Sportinstanz aberkannt und dem Staatlichen Komitee für Körperkultur und Sport übertragen. Im April 1957 wurde der Deutsche Sportausschuss aufgelöst und der Deutsche Turn- und Sportbund (DTSB) gegründet. Im DTSB wurden die Sektionen des Deutschen Sportausschusses in Sportverbände umgewandelt und somit der Deutsche Schwimmsport-Verband 1958 gegründet.

## Präsidenten
1958–1966: Dr. Heinz Deininger (aus Bitterfeld, verstorben 1992, LEN Büromitglied 1962 bis 1970, FINA Büromitglied 1964 bis 1968)
1966–1990: Prof. Dr. Georg Zorowka (aus Halle (Saale), *1935, verstorben 1991, FINA Büromitglied 1972 bis 1980, LEN Büromitglied 1974 bis 1982, FINA Vizepräsident 1980 bis 1990, LEN Vizepräsident 1982 bis 1990)
1990 (5. Mai bis 30. November): Wilfried Windolf (aus Schwedt), Kristin Otto wird Vize-Präsidentin

## Veranstaltungen
Am 12. und 13. April 1968 richtete der DSSV zum ersten Mal eine Kurzbahn-Meisterschaft aus, die bis einschließlich 1989 immer in Rostock stattfanden.
41 DDR-Meisterschaften im Schwimmen wurden bis einschließlich 1990 ausgetragen.
Am 24./25. Juli 1954 fanden die ersten DDR-Meisterschaften im Synchronschwimmen in Magdeburg statt.

## Erfolge
Die Schwimmsportler des DSSV waren bei internationalen Wettkämpfen sehr erfolgreich, zum Teil begründet durch das staatliche organisierte Dopingsystem.

### Schwimmen
38 olympische Goldmedaillen
50 Weltmeistertitel
121 Europameistertitel

### Wasserspringen
5 olympische Goldmedaillen
1 Weltmeistertitel
11 Europameistertitel

### Wasserball
Bis Olympia 1964 in Tokio war nur eine deutsche Wasserballmannschaft zugelassen. Die spielberechtigte Mannschaft wurde in Ausscheidungsspielen zwischen dem DSSV und Deutschen Schwimm-Verband ermittelt. 1964 belegte die DDR-Wasserballmannschaft bei Olympia den 6. Platz. Die gleiche Platzierung gelang 1968 bei den Olympischen Sommerspielen 1968 in Mexiko-Stadt. 1966 wurde die DDR-Nationalmannschaft Vizeeuropameister. 1968 wurde die Förderung dieser Sportart eingestellt, an internationalen Meisterschaften wurde nicht mehr teilgenommen.

### Synchronschwimmen
Wurde kaum gefördert. Keine nennenswerten Erfolge.

## Auflösung
Am 19. Oktober 1990 unterzeichneten in Hannover die beiden Verbandspräsidenten Bodo Hollemann (Deutscher Schwimm-Verband) und Wilfried Windolf (DSSV) eine Vereinbarung, die die fünf neu gegründeten Landesschwimmverbände Brandenburg, Mecklenburg-Vorpommern, Sachsen, Sachsen-Anhalt und Thüringen in den Deutschen Schwimm-Verband aufnahmen.
Das Robben-Maskottchen des DSSV diente als Vorlage des 1993 beim Deutschen Schwimm-Verband eingeführten Vielseitigkeitsabzeichens TRIXI.